# (11500) Томайёвит
(11500) Томайёвит (лат. Tomaiyowit) — небольшой околоземный астероид из группы аполлонов, который характеризуется сильно вытянутой орбитой, из-за чего он в процессе своего движения вокруг Солнца пересекает не только орбиту Земли, но и Марса и принадлежит к светлому спектральному классу S. Астероид был открыт 28 октября 1989 года американскими астрономами Мюллер (англ. Jean Mueller) и Менденхоллом (англ. J. D. Mendenhall) в Паломарской обсерватории и назван в честь богини Томайёвит, являющейся Матерью-Землей в индейских мифах народа луисеньо о сотворении мира.

Орбита астероида Томайёвит и его положение в Солнечной системе